# Доклад о древностях этого королевства Перу
Доклад о древностях этого королевства Перу (исп. Relación de antigüedades deste reyno del Pirú (начало XVII века) — рукопись перуанского индейца Хуана де Сантакруса Пачакути Ямки Салькамайвы, в которой он даёт разнообразное описание религии, мифологии и политической истории инков, а также своих предков индейцев. Он один из немногих индейских авторов раннеколониального Перу, включивших в свою книгу оригинальные рисунки. В тексте используются слова на языках кечуа, аймара и пукина.
К изданию прилагаются два словаря. Один составлен из индейской лексики автора. Второй — это впервые публикуемый на русском языке словарь вымершего языка пукина (некогда распространённого в окрестностях оз. Титикака). На этом языке, предположительно, изначально говорили предки инков. Также в отдельное приложение вынесен список святилищ-вак и главных мест поклонений у инков, имевшихся в регионе Чинчайсуйу от Куско до Кито. Данный список впервые переведён на русский язык из книги Кристобаля де Альборноса «Инструкция по обнаружению всех вак Перу и их служителей, и имений» (ок. 1571).

## Об авторе
Точное время рождения Пачакути Йамки неизвестно, но было оно, вероятно, в конце XVI века. Автор сообщает о месте своего рождения — Сантьяго-де-Анан-Гуайгуа и Урин-Гуайгуа в Уркусуйу, между провинциями Канас и Канчис. Обе провинции названы Лудовико Бертонио (составителем словаря аймара), как места, где живут аймароговорящие люди. По социальному положению автор был куракой из Кольасуйу у этнических групп канас и канчис. Как у кураки Кольагуас у него были глубокие познания о Кольасуйу, и знакомство с испанской и европейской культурой барокко делало его в начале XVII века человеком выдающимся. Можно сказать, что культурные традиции кольа, инков и христиан поданы у Санта Крус Пачакути в некоем синтезе, что и позволило написать ему свой «Доклад…», основанном на широком материале.
Собственно, все сведения об авторе можно почерпнуть только из его же рукописи. Откуда следует, что Пачакути Йамки принадлежал к пятому поколению индейцев-христиан, а его предки были первыми, кто принял крещение. Его прапрадед принял крещение уже в возрасте, когда у него уже были взрослые дети. В целом, весь доклад об инках построен таким образом, чтобы в конце автор мог сделать некоторые дидактические выводы для современников относительно вопросов правления (поскольку ещё регент Вайна Капака начал возмущать народ империи на восстания против законного правителя), нравственности (поскольку Синчи Рока, сын Манко Капака, впал в почитание язычества) и общественной жизни. Идеологически, некоторые размышления Санта Крус Пачакути совпадают с темами, которыми интересовались августинские хронисты и монахи, в результате чего рукопись и оказалась в библиотеке августинцев. Тут может быть два взаимодополняющих объяснения: 1) Санта Крус Пачакути получил своё образование в среде августинцев, и 2) он мог завещать августинцам свои бумаги. Правда, нам не известен путь, которым проследовали бумаги из Перу в Мадрид.

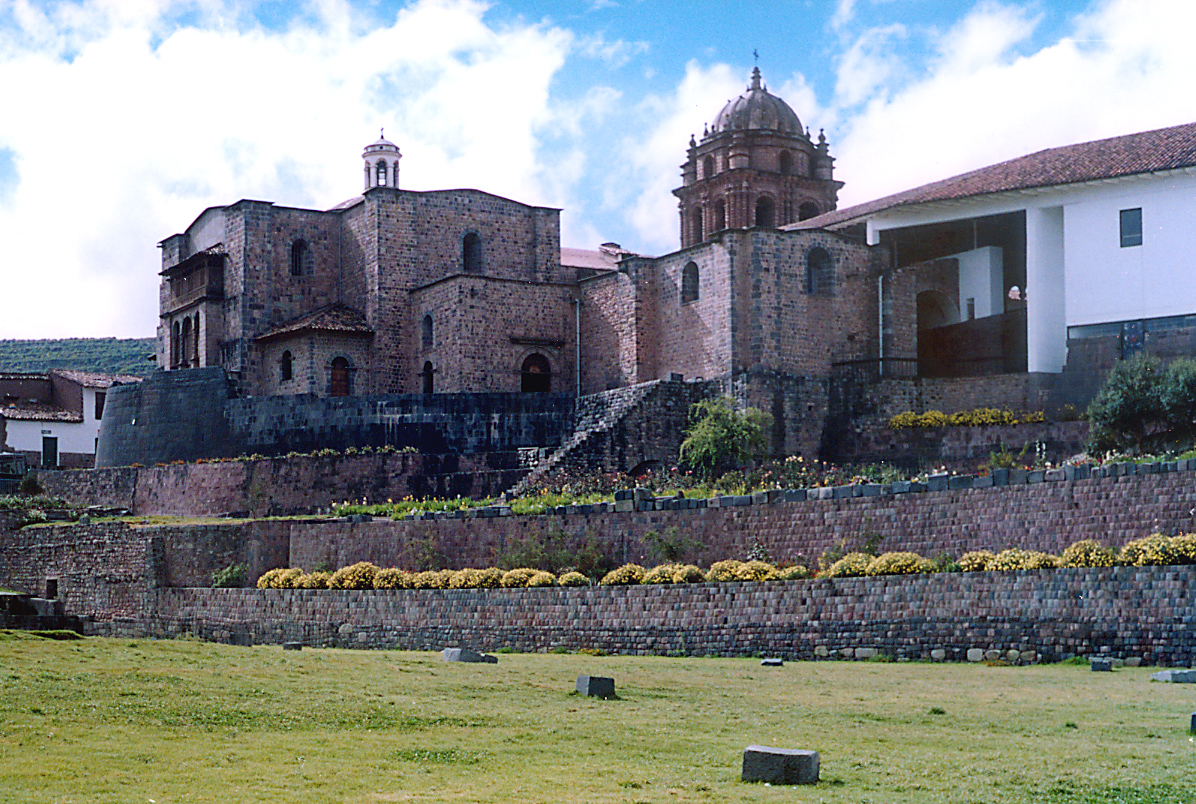
Храм Кориканча.

## Произведения

### О рукописи
В фондах Национальной библиотеки Мадрида сохранился том, принадлежавший падре Энрике Флоресу, члену ордена Святого Августина . Речь идёт о собрании тетрадей, которые августинец сгруппировал по перуанской тематике. Рукописи содержат известные хроники о древних перуанцах: записи Франсиско де Авилы , Кристобаля де Молины «Кусканца», и среди них — история об инках, составленная знатным индейцем Хуаном Санта Крус Пачакути Йамки Салькамайва, и его рукописи сам Флорес, вероятно, дал название «Доклад о древностях этого королевства Перу». Должно быть, она произвела на него впечатление, так как он добавил пометку «это важно».
Сама рукопись находится под каталожным номером Mss/3169. Также существует одна рукописная транскрипция, возможно, принадлежавшая Маркосу Хименесу де ла Эспаде (1831—1898), под номером в каталоге Mss/19/693, имеющая название «Перуанские предания. Доклад индейца дона Хуана де Санта Крус Пачакути».
Предполагается, что рукопись написана в начале XVII века — в 1620—1630 гг. (по другим сведениям, в 1613 г.), а самая поздняя запись в ней оставлена не позднее 1647 году, когда умер Франсиско де Авила.

### Издания произведения
Впервые опубликовано произведение было на английском языке Клементсом Робертом Маркхемом в 1873 г. Однако это издание пестрит многими редакторскими правками и ошибками. К тому же, текст довольно сильно был видоизменён при переводе и стал выглядеть очень изысканным литературно, чего нет в примитивном и небрежном по стилю оригинале. В 1879 году Маркосом Хименесом де ла Эспадой испанский вариант был издан вместе с другими рукописями в сборнике «Tres relaciones de antigüedades peruanas». В обеих книгах не было перевода текстов, составленных на языке кечуа.
В 1892 году Самуэль Алехандро Лафоне Кеведо (1835—1920) опубликовал в Ла-Пасе (Боливия) первый перевод гимнов кечуа, благодаря усилиям кечуиста Мигеля Анхеля Онорио Мосси де Камбиано (1819—1895). Но сделано это было на основе неправильной транскрипции 1879 г. Точно также в 1947 г. Хесус Лара издал вторую версию текста кечуа, а в 1955 г. Хосе Мария Аргедас — третье, но опять-таки, основываясь на книге Маркоса Хименеса де ла Эспады. Только в 1985 г. Ян Шемински опубликовал исследование текстов кечуа, основываясь на оригинале рукописи, и осуществил перевод на основе современной фонетической записи, что привело к явным ошибкам перевода. В свою очередь в 1988 г. боливийский лингвист Сесар Итьер включился в полемику относительно известных рисков применения современной фонетики к тексту начала XVII века. Поэтому в данном издании были использованы более корректные транскрипция и перевод языка кечуа, сделанные С. Итьером.

### Анализ произведения
Судя по почерку рукописи, сама она была написана двумя лицами. Условно их можно обозначить писарь A1 и писарь А2. Заглавие, около 70 % текста, различные рисунки и комментарии к ним написаны рукой A2. Этим же почерком часто составлены примечания и исправления того, что написано рукой A1, но не наоборот. Так что А1 можно считать помощником у А2. Последнего, в таком случае, можно было бы считать автором — Пачакути Йамки. Если бы не один лингвистический нюанс. Во многом тексты, написанные на кечуа рукой А1, соответствуют по морфологии, лексике и нормам написания, принятым для «главного языка», разработанного лингвистами на Третьем Лимском Соборе (1583) на основе диалекта долины Куско, а тексты на кечуа, составленные рукой А2 отображают некоторые особенности кечуа региона Косты, записанного Доминго де Санто Томасом в середине XVI века. Потому странно, что сын кураки у канес и канчис использовал несвойственный для той местности кечуа, ведь там был распространён кусканский диалект . Все это говорит в пользу того, что Пачакути Йамки лично не вмешивался в написание текста, а использовал двух секретарей, записывавших под диктовку, что было обычной практикой в те времена.
У Пачакути Йамки представлено своеобразное индейское видение бога Виракочи, Солнца, различных мифов и истории инков. Виракочу он называет Творцом и даёт его графическое изображение в виде диска или овала. Данное изображение, якобы, долгое время находилось на стене храма Куриканча в Куско. Но следует заметить, что молитва Манко Капака Творцу неба и земле представляет собой запись на кусканском диалекте языка кечуа, но не свойственного по написанию, ни у писаря А1, ни у А2. Что может указывать на использование письменного текста какого-то миссионера-кечуиста. Потому рассматривать эту молитву, как доказательство существования у андских народов монотеизма или некой верховной силы или божества, было бы опрометчиво. Одним из «аргументов» в евангелической литературе миссионеров Перу как раз и было внедрение в сознание индейцев мысли о том, что некая «первоначальная причина» двигает звезды и небесные тела, управляет ими и руководит. К тому же, о европейском влиянии говорит и концепция, вложенная в уста Манко Капак, что существует один бог, создавший человека, в то время как у индейцев андского региона было представление о многочисленных прародителях или тех, кто породил человека. Также миссионеры пытались представить Бога-Творца невидимым, в то время как верования народов Анд предполагали наличие идолов ощутимых, земных, местных. Все это и нашло своё отражение в молитве Манко Капака.
Следует заметить, что автор составлял свой рисунок пластины храма Куриканча уже для христианских читателей, потому схема размещения андских божеств и небесных тел должна была вписываться в христианскую теологическую картину. Потому и расположены все элементы пластины также, как и на фасадах церквей эпохи барокко.
Тем не менее, большая часть «Доклада…» следует доиспанской устной традиции региона Кольасуйу, одной из четырёх объединённых провинций империи инков, и потому, по большей части, это фрагмент литературы собственно местной. Но чтобы понять значение намеков автора относительно апостола Святого Фомы, то читатель должен знать, что для Пачакути, и не только для него, этот апостол в облике бедного старика проповедовал Святое Писание в Кольасуйу до вторжения испанцев. Эта тема интересовала многих европейцев, побывавших в Перу в XVI веке. Основана она на легендах и мифах различных народов о некоем бедняке или старике, который прибыл, якобы, с востока и проповедовал среди индейцев свою новую веру. Хронисты Сьеса де Леон , Хуан де Бетансос и Бартоломе де лас Касас отождествляли данного персонажа со Святым апостолом Фомой, и что характерно, чтобы как-то сблизить христианские верования с индейскими, наделили его особыми чертами: белой кожей, бородой, сутаной, посохом и книгой в руке. Согласно, христианской традиции апостол Фома проповедовал у язычников в Индии, где был обвинён в убийстве, но раскрыл убийство жреца и тем спасся. Однако реальным проповедником в Индии на Малабарском побережье был Фома Канский или Кнай Томман — торговец из Эдессы, отправившийся в Индию в 345 г., где основал христианскую общину. У Санта Крус Пачакути Святой Фома отождествляется с героем Тунапой, чужеземцем, который обошёл края возле оз. Титикака и был пленён местными правителями, но бежал и загадочно исчез. Единственное, что маршрут следования Тунапы несколько отличается от того, как его представляли другие хронисты. Тунапа, побывав у народов Кальавайа в Андах, на севере от оз. Титикаки, проследовал на восточный берег озера, оттуда бежал на остров, скорей всего, это нынешний остров Солнца на самом озере (в оригинале «на скалу Титикаку»), потом побывал либо на северном, либо на западном берегу озера, и попал в г. Тиаванаку, а оттуда перебрался на юг по р. Десагуадеро к оз. Поопо, после чего пропал и, скорей всего, был убит местными народами. Этот, установленный нами, путь с севера на юг совершенно иначе позволяет взглянуть на индейский миф. С одной стороны, автор пытается обосновать свою принадлежность к христианству, показывая, что его родные края уже давным-давно посещал апостол. С другой стороны, невзирая на желание автора наделить Тунапу чертами апостола, маршрут его никак не укладывается в схему христианской догматики, что апостол пришёл из Европы в Америку через Атлантический океан, то есть с востока на запад. Но чтобы рассказ имел логически связное повествование, Санта Крус Пачакути вводит передачу посоха Тунапы, превратившегося неким образом в золотой скипетр, кураке Апотампо из одноимённого селения (которое автор отождествляет с Пакаритампу), тем самым передавая традиции Святого Писания. А поскольку сыном Апотампу называется Инка Манко Капак, то, якобы, христианство было передано инкам, но уже утрачено со времен правления Синчи Руки, сына Манко Капака, вернувшегося в лоно язычества. И все же, в повествовании об инках автор пытается доказать, что они избранный народ, как евреи в Ветхом Завете. Потому на них он и сосредотачивает своё пристальное внимание.
Что касается, истории инков, то автор и здесь пытается показать, что дела язычества приводят к тяжким последствиям, и только приход испанцев-христиан наводит порядок в делах веры и нравственности. У Санта Крус Пачакути тоже, как и у многих хронистов подана схема правления различных правителей инков, в данном случае 12 инков. Но отличает эту схему одна характерная деталь: речь идёт, по большей части, не о делах гражданского и политического правления, а о делах веры. Даже если какой-либо инка вступает в бой или начинает войну, то автор, прежде всего, описывает события связанные со встречей инки с идолами и их захватом. Особенно это рельефно отображено в истории инков от Манко Капака до Йавар Вакака, в то время как, начиная с правления Пачакути Инки Йупанки, больше рассказывается о военных подвигах инков, хотя вопросы переговоров с известными святилищами и оракулами тоже присутствуют. Это может говорить о двух вещах. В первую очередь, информаторами автора было несколько человек, причем один из них был из среды жрецов Куско, иначе объяснить такую заинтересованность и информативность относительно идолов и святилищ будет проблематично. Второе, что хочется сказать, так это то, что ещё один или несколько информаторов были потомками бывших воинов или, возможно, полководцев из Кольасуйу. В любом случае, в отличие от другого индейского хрониста — Гуамана Пома де Айяла, Санта Крус Пачакути не ставил себе целью собрать записи о доиспанском прошлом своих предков. Его целью было показать сквозь призму истории значение христианства и церкви, а также то, что язычество приводит в итоге к драматическим последствиям — крушению целой империи Тавантинсуйу.

## Приложения к книге

### Приложение 1
Перевод индейских слов подан в Приложении 1, где были использованы словари языка кечуа: Доминго де Санто Томаса, 1560 г., сокращенно DST; Анонимного автора, 1585 г., сокращенно A.; Диего Гонсалеса Ольгина , 1608 г., сокращенно DGH. И использован также словарь языка аймара Лудовико Бертонио, 1608 г., сокращенно LB.

### Приложение 2
В Приложении 2 представлен впервые публикуемый пукина-русский словарь, составленный С. А. Куприенко.

### Приложение 3
В Приложении 3 представлен список «Святилища-ваки и главные места поклонений у инков, имевшиеся в регионе Чинчайсуйу от Куско до Кито» из книги Кристобаля де Альборноса «Инструкция по обнаружению всех вак Перу и их служителей, и имений». По святилищам империи инков ныне известно только два исторических источника — книга Бернабе Кобо, составленная на основе утерянного доклада Хуана Поло де Ондегардо-и-Сарате, и доклад Кристобаля де Альборноса. Поло де Ондегардо описал все святилища-ваки в окрестностях Куско, в то время, как Альборнос составил список главных вак объединённой провинции Чинчайсуйу, включив также некоторые и из окрестностей Куско.